# 장자이 (남자 배우)
장자이(중국어: 张嘉益, 병음: Zhāng Jiāyì, 한자음: 장가익, 1970년 4월 8일 ~ )는 중국의 영화 배우, 텔레비전 배우이다. 산시성 시안시에서 태어났다. 예전 예명은 발음이 같은 장자이(중국어 간체자: 张嘉译, 정체자: 張嘉譯, 한자음: 장가역)였다가 개명했다.

## 방송
- 구주표묘록
- 소년파
- 미호생활
- 생봉찬란적일자
- 아적! 체육노사

## 영화
- 아부시반금련 (2016년)
- 일복이주 (2014년)
- 사십구일 제 (2014년)
- 단신남녀 2 (2014년)
- 태평륜 (2014년)
- 대청염상 (2014년)
- 황금시대 (2014년)
- 5일의 마중 (2014년)
- 분노적소해 (2013년)
- 영반진경사 (2012년)
- 야망의 제국 (2012년) - 왕구이린 역
- 심출 (2012년)
- 실연 33일 (2011년)
- 와거 (2009년)
- 인 러브 위 트러스트 (2007년)